# Jack Pickford
Jack Pickford, właśc. John Charles Smith (ur. 18 sierpnia 1896 lub 1895 w Toronto, zm. 3 stycznia 1933 w Paryżu) – amerykański reżyser, aktor i producent filmowy.

## Filmografia
- 1909: The Message jako Mężczyzna w tłumie
- 1912: The Informer jako Czarny chłopiec
- 1912: Kapelusz z Nowego Jorku jako Młodzieniec przy kościele
- 1920: Człowiek, który miał wszystko jako Harry Bullway
- 1928: Wojna gangów jako Clyde Baxter

Reżyser
- 1921: Little Lord Fauntleroy
- 1921: Through the Back Door

Producent
- 1923: Garrison's Finish

## Wyróżnienia
Posiada swoją gwiazdę na Hollywoodzkiej Alei Gwiazd.